# Max Stahmer
Max Stahmer (* 29. Juli 1900 in Hamburg; † 23. November 1991) war ein deutscher Politiker (NSDAP) und Jurist.

## Werdegang
Stahmer studierte Rechtswissenschaften. Er trat 1930 der NSDAP bei. Im August 1933 wurde er zunächst zum Oberstaatsanwalt in Landsberg an der Warthe ernannt und noch im gleichen Monat, am 15. August 1933, zum Oberbürgermeister von Neumünster. Im November 1933 wurde er Kreisleiter der NSDAP, später Gauamtsleiter für den Bereich Kommunalpolitik im Gau Schleswig-Holstein. Nach 1945 war er als Rechtsanwalt niedergelassen.